# Flashback (videogioco 1992)
Flashback, pubblicato come Flashback: The Quest for Identity negli Stati Uniti, è un videogioco del 1992 di genere piattaforme/azione/puzzle a tema Sci-Fi dal taglio cinematografico con animazioni rotoscopiche che danno ai movimenti una fluidità simile a quella di Prince of Persia. Sviluppato da Delphine Software e pubblicato da U.S. Gold negli Stati Uniti e in Europa, e da Sunsoft in Giappone.

## Storia
Il gioco è stato diretto, scritto, progettato ed in parte programmato da Paul Cuisset, già creatore dell'avventura grafica Future Wars. Flashback è stato inizialmente messo in commercio per Amiga a inizio 1993, poi convertito per MS-DOS, Acorn Archimedes, Sega Mega Drive e Super Nintendo nel 1993. Inoltre vennero distribuite versioni CD-ROM di Flashback per Sega Mega CD, 3DO, CD-i, MS-DOS, Apple Macintosh e FM Towns nel corso del 1994 e del 1995, insieme a una versione su cartuccia per l'Atari Jaguar nel 1995.
Il gioco utilizza degli sfondi disegnati a mano, il personaggio principale è molto curato e per realizzare la sua animazione è stata utilizzata una tecnica chiamata rotoscope che prevedeva l'utilizzo del campionamento di personaggi reali per ottenere delle animazioni più realistiche.

## Trama
Il gioco è ambientato nell'anno 2142 e comincia sulla luna Titano. Non viene fornito alcun prologo: nella cinematica iniziale, il protagonista, mentre fugge da alcuni individui armati di fucili laser, riesce a raggiungere un hangar e a rubare una sorta di motocicletta volante con la quale fugge da quella che si scopre essere un'astronave in volo. L'inseguimento aereo prosegue finché il veicolo del fuggiasco non viene abbattuto dagli spari dell'astronave, e il protagonista precipita nella giungla, dove si risveglia ferito e del tutto privo di memoria circa la sua identità. Ritrova subito il suo "olocubo" (Holocube), e riattivandolo compare un ologramma di sé stesso che si rivolge a lui come Conrad e gli dà istruzioni su come raggiungere la città di New Washington, sempre su Titano, per incontrare il suo vecchio amico Ian, che gli avrebbe permesso di recuperare la memoria. Dopo alcune esplorazioni, Conrad incontra uno straniero ferito che gli chiede di trovare il suo teleporter. Dopo averlo trovato e restituito all'uomo, quest'ultimo si teletrasporta via lasciando nel luogo una ID card, che Conrad userà più avanti. In seguito acquista una cintura antigravitazionale con la quale salta in un abisso che conduce a New Washington.
Giunto là, trova Ian e lo salva da due poliziotti corrotti. Ian usa un rigeneratore per restituire la memoria al suo amico, che riscopre la sua identità e il suo passato, mostrati come flashback in una lunga cinematica:
Conrad, ora consapevole della sua missione, chiede a Ian come fare per tornare sulla Terra. L'amico gli risponde che il prezzo del biglietto è enorme, e che l'unico modo sarebbe partecipare ad un gioco televisivo chiamato "Torre della morte" (Death Tower). Il protagonista chiede a Ian se può procurargli documenti falsi, e questi lo indirizza da Jack, nel bar. Jack gli comunica che il costo è di 1500 crediti, che Conrad riesce a guadagnare procurandosi un permesso di lavoro ed eseguendo alcune missioni, permettendosi così il biglietto e l'ingresso alla Death Tower, trattasi di un edificio sviluppato su 8 livelli, ognuno contenente dei Terminator che vanno eliminati tutti, e che diventano sempre più forti man mano che si sale di livello, sempre più ristretti. Conrad raggiunge il livello più alto e vince il concorso.
Tornato sulla Terra, viene raggiunto da un gruppo di poliziotti corrotti, che sconfigge, e procede fino al Paradise Club, un night club che è in realtà il quartier generale degli alieni sulla Terra. Conrad riesce a penetrare e ad intrufolarsi nel nascondiglio, in cui vede tre alieni (uno dei quali nelle sue reali sembianze) parlare riguardo al fatto di aver dato all'umanità le capacità per produrre il potere di cui necessitano, e di come milioni di guerrieri alieni sarebbero stati presto teletraportati sulla Terra per annientare l'umanità. La grata su cui si nasconde Conrad cede improvvisamente, e cade a terra; scoperto, viene quindi rinchiuso nelle prigioni sotterranee, privato della sua pistola. Dopo breve tempo, un Terminator della Death Tower apre la cella di Conrad e tenta di ucciderlo, ma lui riesce a uscire e a ritrovare la sua arma, con cui uccide il suo aggressore; esplora quindi il nascondiglio fino a trovare un impianto di teletrasporto che lo conduce al lontano pianeta Morphs, il mondo natale degli alieni.
Qui Conrad trova un prigioniero umano di nome Phillip Howard Clark. Non appena tenta di liberarlo, un alieno spara a Phillip poiché la porta della sua cella è stata aperta, ma viene subito ucciso da Conrad. Poco prima di morire, Phillip dà a Conrad una carica atomica. Conrad trova in seguito anche il diario dell'uomo, che contiene informazioni logistiche su come raggiungere e distruggere il nucleo del pianeta Morph, debellando definitivamente la minaccia aliena. Conrad riesce ad accedere alla zona del "Cervello Maestro" (Master Brain), distruggendolo e procedendo oltre. Raggiunto un certo punto, Conrad sente la voce di Phillip dirgli di posizionare la carica atomica su una piattaforma, azionare la leva che l'avrebbe portata al nucleo del pianeta, e fuggire via. Non appena la carica precipita, la superficie del pianeta comincia a tremare e Conrad riesce a salire su un'astronave ed uscire dall'atmosfera di Morph appena un istante prima che esso esploda.
Il gioco termina con l'ultima cinematica: Conrad registra un messaggio nel diario di bordo dell'astronave, in cui dichiara che la galassia in cui si trova non compare in nessuna mappa stellare e che gli è quindi impossibile calcolare la traiettoria per il ritorno; dovrà quindi vagare nello spazio a tempo indefinito. Mentre viene mostrata l'ultima frase del messaggio, si vede Conrad, all'interno dell'astronave, entrare in animazione sospesa.

## Accoglienza
Il gioco è stato un successo commerciale e di critica ed è stato elencato nel Guinness World Records come il gioco francese più venduto di tutti i tempi.

## Serie
- Flashback (2013), remake in onore del ventennale, sviluppato da VectorCell e pubblicato da Ubisoft su piattaforma Steam per PC, PlayStation 3 e Xbox 360. contiene anche la versione originale.[3]
- Flashback (2018), remastered ufficiale per il 25# anniversario sviluppato da Paul Cuisset, pubblicato da Microids[4], aggiunge il tutorial, il rewind dell'azione, i filtri grafici. Distribuito su PlayStation 4, Xbox One, N.Switch, PC, MAC.[5]
- Another World/Flashback (2019) antologia dei 2 titoli sviluppati da Delphine Software e pubblicata da Microids. Distribuita su PlayStation 4, Xbox One e N.Switch

### Sequel
- Fade to Black (1995), sequel con grafica poligonale, pubblicato da Eletronic Arts per PS One e PC
  - Fade to Black: Flashback 2 (2018) ver. per Dreamcast da JoshProd.[6]
- Flashback 2 (2023), sequel, annunciato alla videogame Summer Game Fest 2022[7] con un video da Microids, sviluppato da Microids Lyon/Paris e con la partecipazione di Paul Cuisset. La pubblicazione è pianificata al 16 novembre 2023 per PlayStation 4, PlayStation 5, Xbox Series, PC e N.Switch.[8]

 Nota bene: attualmente non è stata dichiarata l'iterazione tra i due sequel.